# 利奇菲爾德鎮區 (明尼蘇達州米克縣)
利奇菲爾德鎮區（英語：Litchfield Township）是位於美國明尼蘇達州米克縣的一個行政鎮區。

## 地方資料
利奇菲爾德鎮區的面積為87.00平方千米，當中陸地面積為81.38平方千米，而水域面積為5.62平方千米。根據2020年美國人口普查的數據，當地共有人口828人，而人口密度為每平方千米9.52人。